# Shirin Sohani

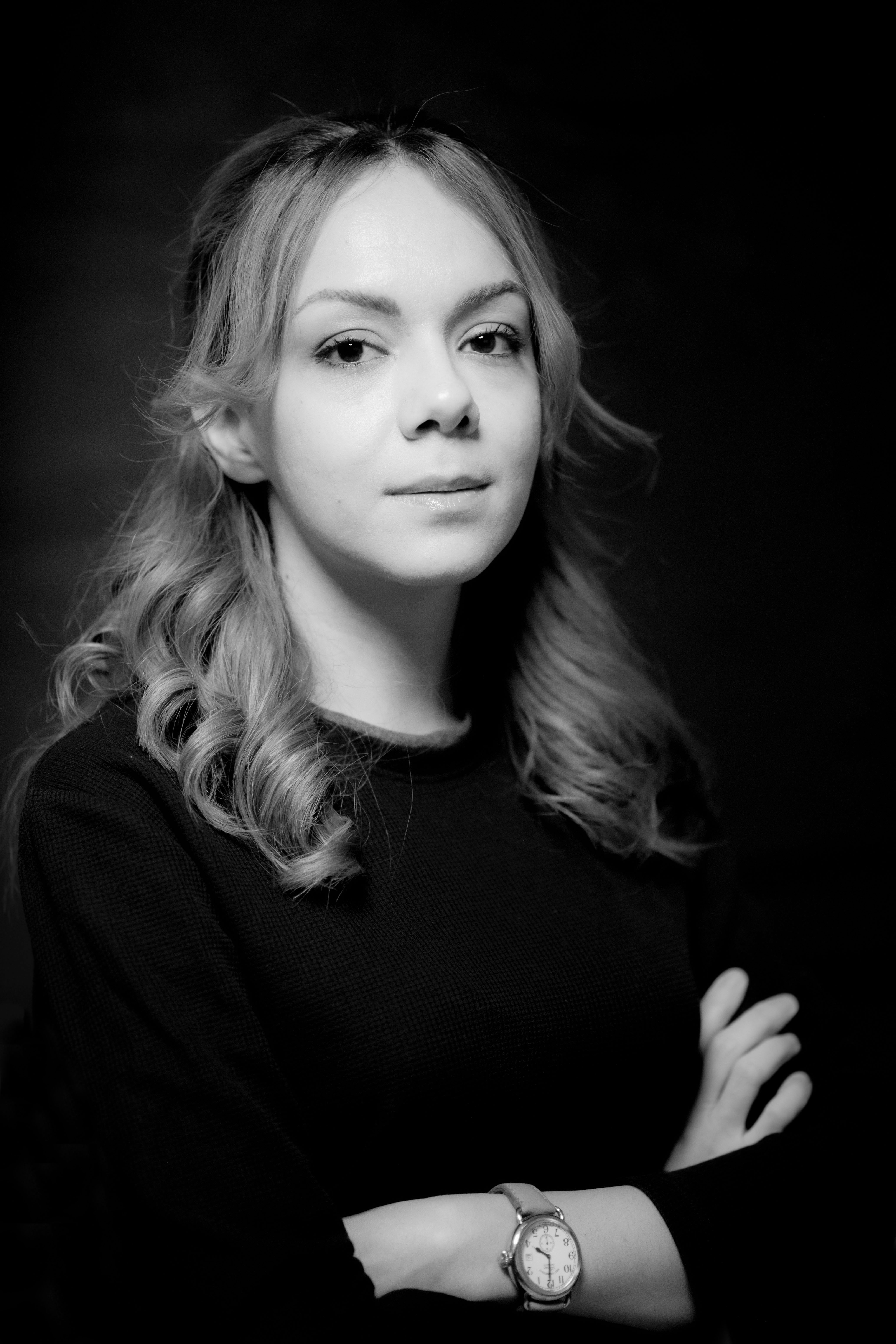
Shirin Sohani (2024)

Shirin Sohani (persisch شیرین سوهانی; * 9. August 1986 in Teheran im Iran) ist eine iranische Filmregisseurin für Animationsfilme und Drehbuchautorin sowie Konzeptkünstlerin, die auf der Oscarverleihung 2025 mit einem Oscar ausgezeichnet wurde.

## Biografie
Sohani besuchte in Teheran die University of Art und schloss mit dem MA in Animationsregie ab. Ihr Abschlussanimationsfilm trägt den Titel Der Fan (2014). Für und mit ihm gewann sie nationale und internationale Preise. Die Handlung des Films dreht sich um einen alten Fan, der nicht aus der Versenkung zurückgeholt werden möchte. Ihre professionelle Karriere startete Sohani bereits 2012. Sie ist sowohl Regisseurin wie auch Drehbuchautorin und Produktionsleiterin, außerdem Konzept- und Hintergrundkünstlerin.
Für den Film ihres Ehemannes Hossein Molayemi Run Rostam Run von 2017, der beim Annecy International Animated FF sowie in Warschau und auf weiteren qualifizierten Filmfestivals gezeigt wurde und nationale und internationale Auszeichnungen gewinnen konnte, arbeitete Sohani als Hintergrundkünstlerin und Grafikdesignerin. In dem Film geht es um einen alten persischen Nationalhelden, der ins heutige Teheran kommen soll, um wieder gutzumachen, was er seinem eigenen Sohn angetan hat. In Teheran angekommen, weiß er nicht, ob er den legalen oder den illegalen Weg wählen soll. Mit und für den Kurzfilm In the Shadow of the Cypress von 2023, den Sohani in Zusammenarbeit mit ihrem Ehemann Hossein Molayemi erstellte, wurden beide mit zahlreichen Preisen ausgezeichnet und waren für weitere nominiert, darunter auch eine Oscarnominierung in der Kategorie „Bester animierter Kurzfilm“. Der Oscar ging dann auch an das Paar. Der Film wurde zudem für den Orizzonti-Kurzfilmwettbewerb beim Venice FF 2023 ausgewählt. Der Film handelt von einem ehemaligen Kapitän und dessen Tochter. Aufgrund seiner Zeit im Krieg leidet der Mann an einer posttraumatischen Belastungsstörung, die sein und das Leben seiner Tochter wesentlich prägt.

## Filmografie (Auswahl)
- 2014: The Fan (Kurzfilm; Hintergrundkünstlerin, Charakterdesignerin, Storyboard-Künstlerin, Regie)
- 2017: Bodo Rostam bodo (Run Rostam Run; Kurzfilm; Background-Artists, Grafikdesignerin)
- 2023: In the Shadow of the Cypress (Kurzfilm; Regie)

## Auszeichnungen (Auswahl)
– wenn nicht anders angegeben, gelten die Auszeichnungen immer für Shirin Sohani und Hossein Molayemi und für den Kurzfilm In the Shadow of the Cypress –
Anim!Arte 2014
- Gewinner des Environmental Film-Professionals in der Kategorie „Beste Animation“ für und mit The Fan

Isfahan International Festival of Films for Children & Young Adults 2014
- Nominiert für den Golden Butterfly in der Kategorie „Beste Animation“ für und mit The Fan

Roshd International Film Festival 2014
- Gewinner Diploma of Honor in der Kategorie „Beste Animation“ für und mit The Fan

Eastern Breeze International Film Festival, Toronto, CA 2015
- Gewinner Jury Prize in der Kategorie „Beste Animation“ für und mit The Fan

Iran Cinema Celebration 2015
- Nominiert für den Academy Prize in der Kategorie „Animation“ für und mit The Fan

Anima Mundi Animation Festival 2015
- Nominiert für den Best Animation Film Award in der Kategorie „Children’s short films“ für und mit The Fan

Warsaw International Film Festival 2017
- Nominiert für den Best Animated Short in der Kategorie „Bester Kurzfilm“ für und mit Bodo Rosstam bodo

Urban International Film Festival (Tehran) 2017
- Gewinner des Festival Prizes in der Kategorie „Animation“ für und mit Bodo Rostam

Iran Cinema Celebration 2018
- Gewinner des Academy Prizes in der Kategorie „Beste Animation“ für und mit Bodo Rostam bodo

Visioni Corte Film Festival 2018
- Gewinner des CortoAnimation in der Kategorie „Bester Animations-Kurzfilm“ für und mit Bodo Rostam bodo

Flickers’ Rhode Island International Film Festival 2018
- Nominiert für den Festival Award in der Kategorie „Bester Animations-Kurzfilm“ für und mit Bodo Rostam bodo

Anim!Arte 2018
- Nominiert Best Film Asia World Cultures-Professionals für und mit Bodo Rostam bodo

Kortfilmfestival Kalmthout 2018
- Gewinner des Jury Prizes in der Kategorie „Beste Animation“ für und mit Bodo Rostam bodo

Tirana International Film Festival, AL 2018
- Nominiert in der Kategorie „Bester Animations-Kurzfilm“ für und mit Bodo Rostam bodo

Isfahan International Festival of Films for Children & Young Adults 2018
- Gewinner in der Kategorie „Beste Animation International“ für und mit Bodo Rostam bodo

Minsk International Film Festival „Listapad“ 2023
- Gewinner Bester Film in der Kategorie „Animation Competition“

Venice Film Festival 2023
- Nominiert für den Venice Horizons Award in der Kategorie „Bester Kurzfilm“

Sharjah International Film Festival for Children & Youth (SIFF) 2024
- Nominiert in der Kategorie „Bester internationaler Kurzfilm“

Chaniartoon International Comic and Animation Festival 2024
- Gewinner in der Kategorie „Beste Animation“

Annecy International Animated Film Festival 2024
- Nominiert für den City of Annecy Award für und mit Bodo Rostam bodo

Spark Animation 2024
- Gewinner in der Kategorie „Bester Kurzfilm“

Marateale Festival 2024
- Gewinner des Rai Cinema Channel Award und Gewinner des Premio Internazionale Basilicata

World Festival of Animated Film 2024
- Nominiert in der Kategorie „Bester Kurzfilm“ und Gewinner des Special Mention jeweils in der Kategorie „Bester Kurzfilm“

Portland Festival of Cinema, Animation & Technology 2024
- Nominiert für den Annual Award und Gewinner des Annual Award jeweils in der Kategorie „Bester 2D Animations-Kurzfilm“
- Nominiert für den Annual Award Afshin Aziz in der Kategorie „Bester Score in a Short Animation“

Animation Is Film 2024
- Nominiert für den Grand Jury Prize in der Kategorie „Kurzfilm“

Golden Kuker – Sofia, International Animation Film Festival 2024
- Gewinner des Golden Kuker Sofia Award in der Kategorie „Bester animierter Kurzfilm“

Cartoon Club – Festival Internazionale del Cinema d’Animazione, del Fumetto e dei 2024
- Gewinner Premio Cartoon Club

Sorsi Corti Short Film Festival 2024
- Gewinner Jury Award in der Kategorie „Beste Animation“

Hsin-Yi Children’s Animation Awards 2024
- Nominiert für den Hsin-Yi Children’s Animation Award in der Kategorie „Beste Animation“

Flickers’ Rhode Island International Film Festival 2024
- Nominiert für den Grand Prize in der Kategorie „Bester Kurz-Animationsfilm“

Kuandu International Animation Festival 2024
- Nominiert in der Kategorie „Bester animierter Kurzfilm“

The International Animation Film Festival (IAFF)
- Gewinner in der Kategorie „Bester Animationsfilm/Kurzfilm“

War on Screen International Film Festival 2024
- Nominiert für den Best Short Film Award in der Kategorie „Beste Animation“

Bengaluru International Short Film Festival 2024
- Gewinner in der Kategorie „Bester Animations-Kurzfilm“

Tehran International Animation Festival 2024
- Gewinner International Section Award/National Section Award in den vier Kategorie „Honorary Diplona/Bester Film/Bestes Charakterdesign/Bester Animator“ (bester Animator-Gewinner: Hossein Molayemi, Azad Maroufi, Hesam Javaheri, Reyhaneh Mirhashemi, Sepehr Momeni und Mehdi Torabi)

Chilemonos 2024
- Gewinner Festival Prize in der Kategorie „Bester internationaler Kurzfilm“

BSFF – Bucharest Short Film Festival 2024
- Nominiert für den Jury Prize in der Kategorie „Beste Animation“

International Film Festival Lebu 2024
- Nominiert International Animation in der Kategorie „Bester Animations-Kurzfilm“

Valdarno Cinema Film Festival 2024
- Nominiert in der Kategorie „Bester Animations-Kurzfilm“

Festival du cinéma international en Abitibi-Témiscamingue 2024
- Nominiert für den Prix du Jury Expace Court in der Kategorie „Bester Kurzfilm“

International Film Festival Etiuda & Anima 2024
- Nominiert für den Golden Dinosaur in der Kategorie „Grand Prix“

LA Shorts International Film Festival 2024
- Gewinner in der Kategorie „Beste Animation“

Roshd International Film Festival 2024
- Gewinner Golden Award in der Kategorie „Bester Animationsfilm“

Animayo: The International Film Festival of Animation, Visual Effects and Video 2024
- Gewinner Grand Jury Award in der Kategorie „Internationaler Preis“
- Gewinner Jury Prize in der Kategorie „Best 2D Short Film“

Corti Da Sogni Antonio Ricci-International Short Film Festival 2024
- Gewinner Premio Giuseppe Maestri in der Kategorie „Bester Animations-Kurzfilm“

Stuttgart International Trickfilm Festival 2024
- Nominiert für den Grand Prix International Competition

In the Palace International Short Film Festival 2024
- Nominiert für den Jury Prize in der Kategorie „Beste Animation“

Olympia International Film Festival for Children and Young People 2024
- Gewinner in der Kategorie „Bester Animations-Kurzfilm“

Anim’est International Animation Film Festival 2024
- Nominiert für die Anm’est Trophy in der Kategorie „Bester Animations-Kurzfilm“

Tripoli Film Festival 2024
- Nominiert Short Film Competition in der Kategorie „Bester Kurzfilm“

Sedicicorto International Film Festival 2024
- Nominiert für den Animalab Award in der Kategorie „Bester Kurzfilm – Internationale Animation“

Lanzarote International Film Festival 2024
- Gewinner des Audience Award in der Kategorie „Beste Animation“

International Izmir Short Film Festival 2024
- Nominiert für den Festival Award in der Kategorie „Beste Animation“

Ismailia International Film Festival 2024
- Gewinner des Jury Prize in der Kategorie „Bester Animations-Kurzfilm“

Tokyo Anime Award 2024
- Nominiert für den Grand Prize in der Kategorie „Short Film Competition“

Sulmonacinema Film Festival 2024
- Gewinner in der Kategorie „Bester Animations-Kurzfilm“

Festival de cinema de Girona 2024
- Gewinner des Festival Award in der Kategorie „Beste Animation“

Norwich Film Festival, UK 2024
- Nominiert Best Animated Film in der Kategorie „Bester Animations-Kurzfilm“

HollyShorts Film Festival 2024
- Nominiert in der Kategorie „Beste Animation“

Edmonton International Film Festival 2024
- Nominiert für den International Short Film Award in der Kategorie „Beste Animation“

Tehran International Short Film Festival 2024
- Gewinner International Competition und National Competition jeweils in der Kategorie „Beste Animation“

Calgary International Film Festival 2024
- Nominiert in der Kategorie „Bester Animations-Kurzfilm“

BendFilm Festival 2024
- Nominiert in der Kategorie „Bester Animations-Kurzfilm“

Miami International Short Film Festival 2024
- Gewinner Jury Prize in der Kategorie „Beste Animation“

Tribeca Film Festival 2024
- Gewinner in der Kategorie „Bester Animatons-Kurzfilm“

St. Louis International Film Festival 2024
- Nominiert in der Kategorie „Bester Animations-Kurzfilm“

Santa Barbara International Film Festival 2024
- Nominiert für den Best Animated Short Award in der Kategorie „Animation“

RiverRun International Film Festival 2024
- Nominiert in der Kategorie „Bester Animations-Kurzfilm“

Melbourne International Film Festival 2024
- Nominiert für den City of Melbourne Award in der Kategorie „Bester Kurzfilm“

Mediawave, Ungarn 2024
- Gewinner Student Jury’s Award in der Kategorie „Beste Animation“

Guadalajara International Film Festival 2024
- Nominiert für den Rigo Mora International Award in der Kategorie „Bester Animations-Kurzfilm“

Drama Short Film Festival 2024
- Gewinner in der Kategorie „Bester internationaler Animationsfilm“

Clermont-Ferrand International Short Film Festival 2024
- Nominiert für den Canal+ Award in der Kategorie „Young Audience Competition“

Würzburg International Filmweekend 2025
- Gewinner Short Film Award in der Kategorie „Bester Animations-Kurzfilm“

Annie Awards 2025
- Nominiert für die Annie zweimal in den Kategorien „Bester Animations-Kurzfilm“

Festival d’Animation Annecy 2024
- Nominiert für den Cristal in der Kategorie „Bester Kurzfilm“

Academy Awards, USA 2025
- Gewinner des Oscars in der Kategorie „Bester animierter Kurzfilm“